# Bockenheimer Landstraße 25

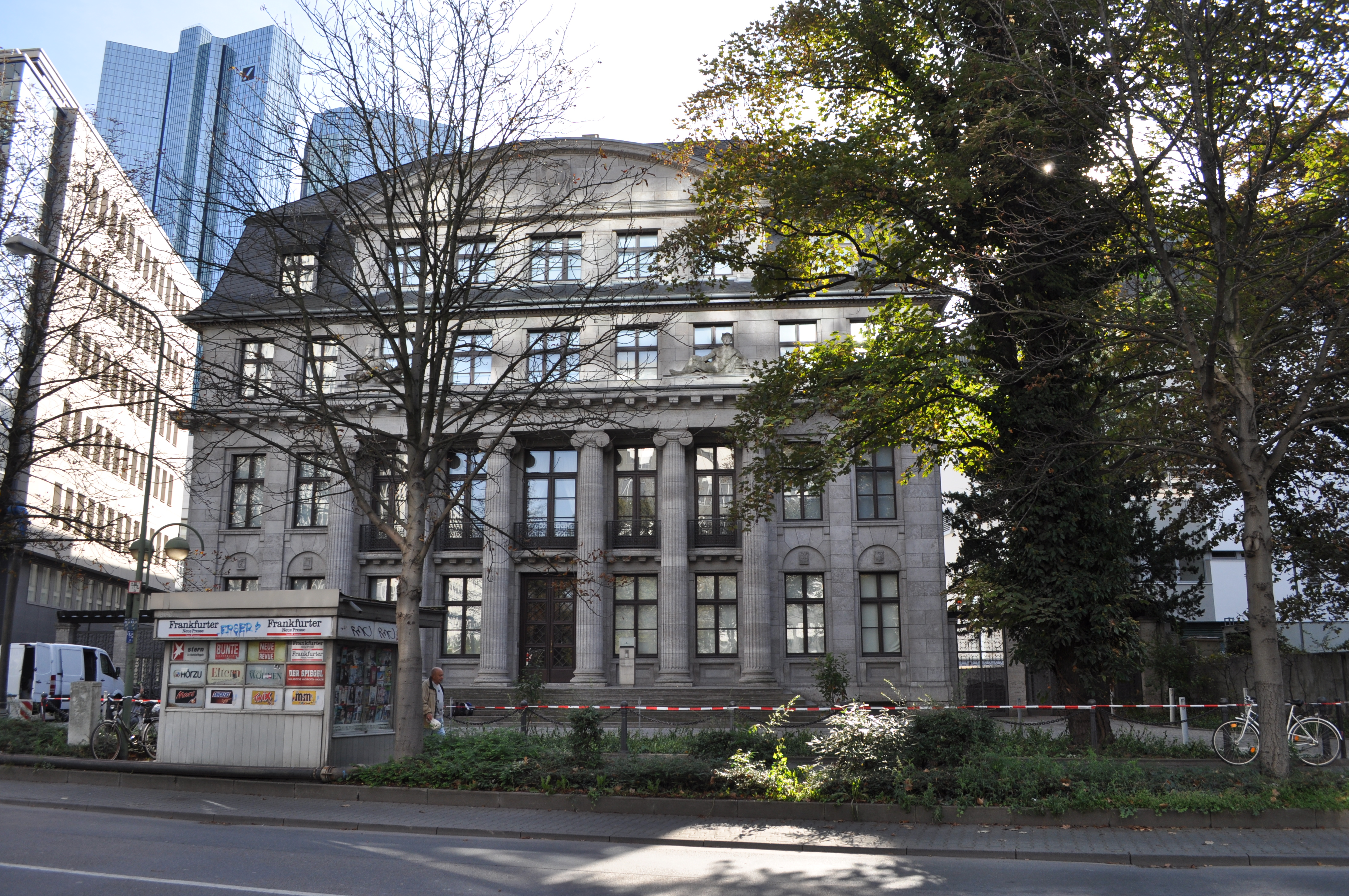
Bockenheimer Landstraße 25

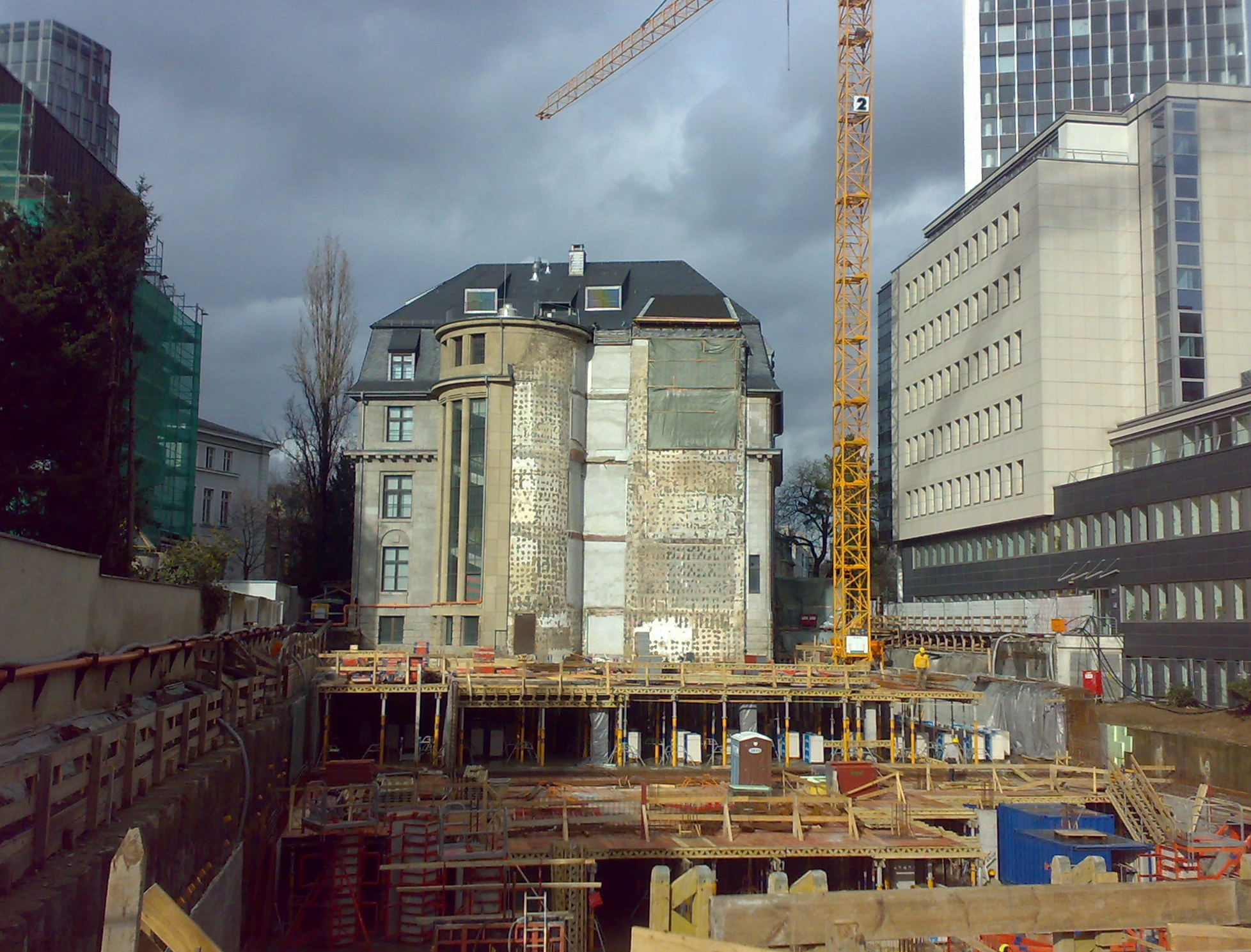
Rückseite mit Auslucht während des Neubaus des Anbaus

Die Bockenheimer Landstraße 25 ist ein denkmalgeschütztes Geschäftshaus an der Bockenheimer Landstraße im Stadtteil Westend in Frankfurt am Main. Es entstand 1913 bis 1916 als Verwaltungsgebäude des Frankfurter Metallhandels- und Montanunternehmens Beer, Sondheimer & Co. nach einem Entwurf von Otto Bäppler.

## Architektur und Geschichte
Das Gebäude wurde in rationalem Neoklassizismus mit Säulenfrontispiz errichtet. Auf der Rückseite sitzt eine halbrunde Auslucht. Der an der Bockenheimer Landstraße gelegene Gebäudeteil diente als Verwaltungsgebäude, im rückwärtigen, zum Kettenhofweg hin gelegenen Teil befanden sich auch Labors und Wohnungen. Die zeitgenössische Innenausstattung und die Treppenrotunde sind erhalten.
Nach dem Ersten Weltkrieg geriet das Unternehmen zunehmend in wirtschaftliche Schwierigkeiten und verkaufte das Gebäude 1930 an die Grunderwerbs-AG in Berlin.

## Sanierung und neuer Anbau
Anfang des 21. Jahrhunderts befand sich das Gebäude im Besitz der Allgemeinen Hypothekenbank.
In den Jahren 2011/12 wurde die Villa saniert. Ein rückwärtiges Bestandsgebäude wurde abgerissen und durch einen sechsgeschossigen Neubau ersetzt. Im Jahr 2013 verkaufte es die DWI-Gruppe aus Hamburg für über 70 Millionen Euro an die IVG AG. Diese veräußerte es 2017 an die Aberdeen Asset Management Deutschland AG. Hauptmieter ist derzeit (Stand 2020) die Berenberg Bank.